# Colorado Street Bridge
Colorado Street Bridge é uma histórica ponte em arco, localizada em Pasadena, Califórnia. Foi projetada e construída em 1912 pela equipe de arquitetos Waddell & Harrington, com o custo de 191 mil dólares. Está preservada no Registro Nacional de Lugares Históricos e pela Sociedade Americana de Engenheiros Civis.
Poucos anos após ser construída, tornou-se conhecida pelo evento "suicídio na ponte", quando dezenas de pessoas saltaram da ponte. Esse evento se repetiu, com menos indivíduos, em outras ocasiões.